# Eumichtis buxtoni
Eumichtis buxtoni là một loài bướm đêm trong họ Noctuidae.